# Johanneskirche (Berlin-Frohnau)
Die Johanneskirche im Berliner Ortsteil Frohnau des Bezirks Reinickendorf ist eine im Jahr 1936 eingeweihte Saalkirche mit querrechteckigem Turm, Vorhalle mit Dreiecksgiebel und Freitreppe. Sie steht unter Denkmalschutz.

## Geschichte
In der Gartenstadt Frohnau, die ab 1908 nach einem städtebaulichen Wettbewerb entstand, war bereits ein Bauplatz für eine Kirche der evangelischen Gemeinde vorgesehen, jedoch nicht am aktuellen Standort. Die ersten Gottesdienste hielt die Kirchengemeinde ab April 1912 sehr beengt in einem Klassenraum der höheren Privatschule am damaligen Bahnhofsplatz (seit 1937: Ludolfingerplatz) ab. Ab Herbst des Jahres 1921 fanden die Gottesdienste in der zur Notkirche umgestalteten Turnhalle in der Senheimer Straße 35 statt, die bereits den Namen Johanneskirche erhielt. Bis 1922 war Frohnau nach Stolpe gepfarrt, diese Zugehörigkeit blieb trotz einer gewissen Selbstständigkeit bis zum 1. April 1929 bestehen. Dann trennte sich die Gemeinde Frohnau von der Kirchengemeinde Stolpe. Die Notkirche wurde für die rasch wachsende Gemeinde bald zu klein. So kaufte man 1928 das Grundstück, auf dem die Kirche gebaut wurde. 1930 wurde ein Gestaltungswettbewerb für ein Kirchengebäude ausgeschrieben. Die Architekten Johannes und Walter Krüger waren zwar nicht die Gewinner (den 1. Preis erhielten Walther Genzmer und Otto Risse, der 2. Preis ging an den Entwurf von Jürgen Bachmann, der 3. Preis an Peter Jürgensen), ihr Entwurf für die Kirche nebst Gemeindehaus wurde aber realisiert. Die Baukosten betrugen 439.000 Mark (kaufkraftbereinigt in heutiger Währung: rund 1,95 Millionen Euro).

## Gebäude

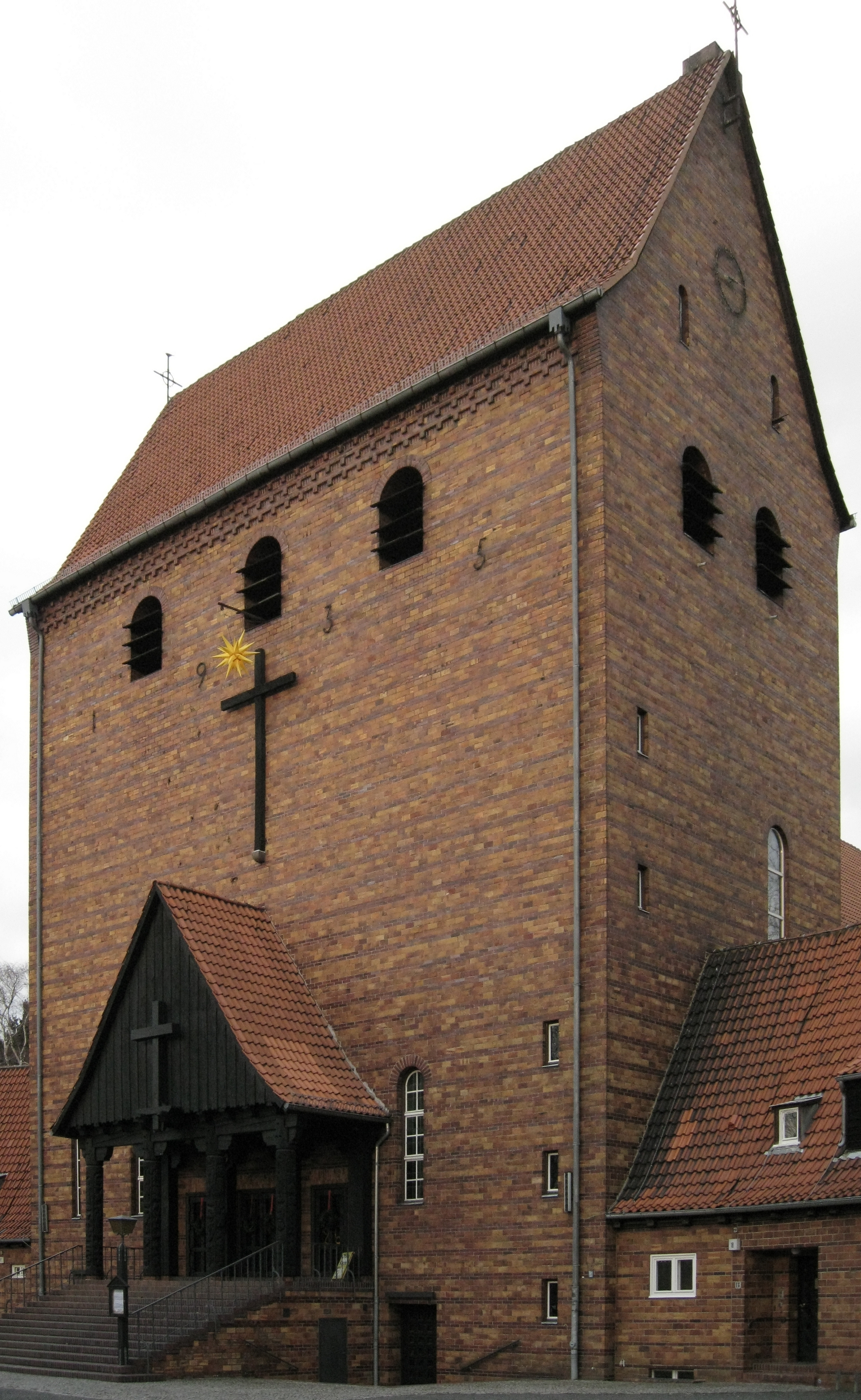
Kirchturm

### Haupthaus
Die Kirche hat anstelle eines Chores einen kleinen polygonalen Anbau für die Sakristei. Ebenso wie das Gotteshaus sind die anschließenden zwei- und dreigeschossigen Trakte für das Gemeindehaus und die Pfarrhäuser als Mauerwerksbauten ausgeführt. Sie sind schichtweise mit drei Lagen hellbrauner und zwei Lagen dunkelbrauner Klinker, erstere im Klosterformat, verblendet. Unterhalb des Kirchensaales liegt der Gemeindesaal, der wie die Kirche vom Zeltinger Platz aus zugänglich ist. Die dadurch bedingte Höhe des Kirchenraumes wird durch eine breite Freitreppe mit einer offenen Vorhalle über der oberen Plattform erreicht. Der Giebel des Kirchenraumes wird mit einem Satteldach in Längsrichtung abgeschlossen. Er steht auf vier geschnitzten Holzsäulen, die den Evangelisten Matthäus, Markus, Lukas und Johannes gewidmet sind.
Die Wände des Langhauses und der Sakristei sind zwischen den Fenstern durch Stützpfeiler unterteilt.

### Turm
Der Turm erinnert an romanische Westwerke mittelalterlicher Wehrkirchen, im oberen Glockengeschoss hat er Rundbogenfenster als Schallöffnungen. Unterhalb der Dachtraufe befindet sich ein dreilagiger Rundbogenfries, darüber erhebt sich das hohe, quergerichtete Satteldach.
Das Geläut besteht aus vier Bronzeglocken. Von den vier zur Erbauungszeit aufgezogenen Glocken, die 1936 von Franz Schilling gegossen worden waren, wurden drei (außer der kleinsten) während des Zweiten Weltkriegs für die Rüstungsproduktion beschlagnahmt. Sie wurden 1957 durch drei neue Glocken der Gießerei Petit & Gebr. Edelbrock ersetzt und damit wurde das Glockengeläut wieder komplettiert.
|   | Name                                   | Gussjahr | Schlagton | Gewicht | Durchmesser | 0Höhe0 | Krone | Inschrift                                                                                 |
| - | -------------------------------------- | -------- | --------- | ------- | ----------- | ------ | ----- | ----------------------------------------------------------------------------------------- |
| 1 | Johannesglocke (Ewigkeitsglocke)       | 1957     | cis’      | 2173 kg | 150 cm      | 119 cm | 24 cm | ICH LEBE UND IHR SOLLT AUCH LEBEN. JOHANNES 14,19                                         |
| 2 | Lukasglocke (Christi-Geburt-Glocke)    | 1957     | e’        | 1175 kg | 122 cm      | 099 cm | 19 cm | SIEHE ICH VERKÜNDE EUCH GROSSE FREUDE EUCH IST HEUTE DER HEILAND GEBOREN. LUCAS 2,10.11 + |
| 3 | Markusglocke (Taufglocke)              | 1957     | fis’      | 0811 kg | 108 cm      | 089 cm | 17 cm | LASSET DIE KINDLEIN ZU MIR KOMMEN UND WEHRET EUCH NICHT. MARKUS 10,14 +                   |
| 4 | Matthäusglocke (Vaterunser-/Betglocke) | 1936     | gis’      | 0431 kg | 092 cm      | 070 cm | 15 cm | SIEHE ICH BIN BEI EUCH ALLE TAGE BIS AN DER WELT ENDE + MATTHÄUS 28,20                    |

Mittels einer vom Naturschutzbund Deutschland installierten Webkamera kann seit 2008 das Nest von Turmfalken beobachtet werden, die hier im Kirchturm regelmäßig nisten.

## Innenraum

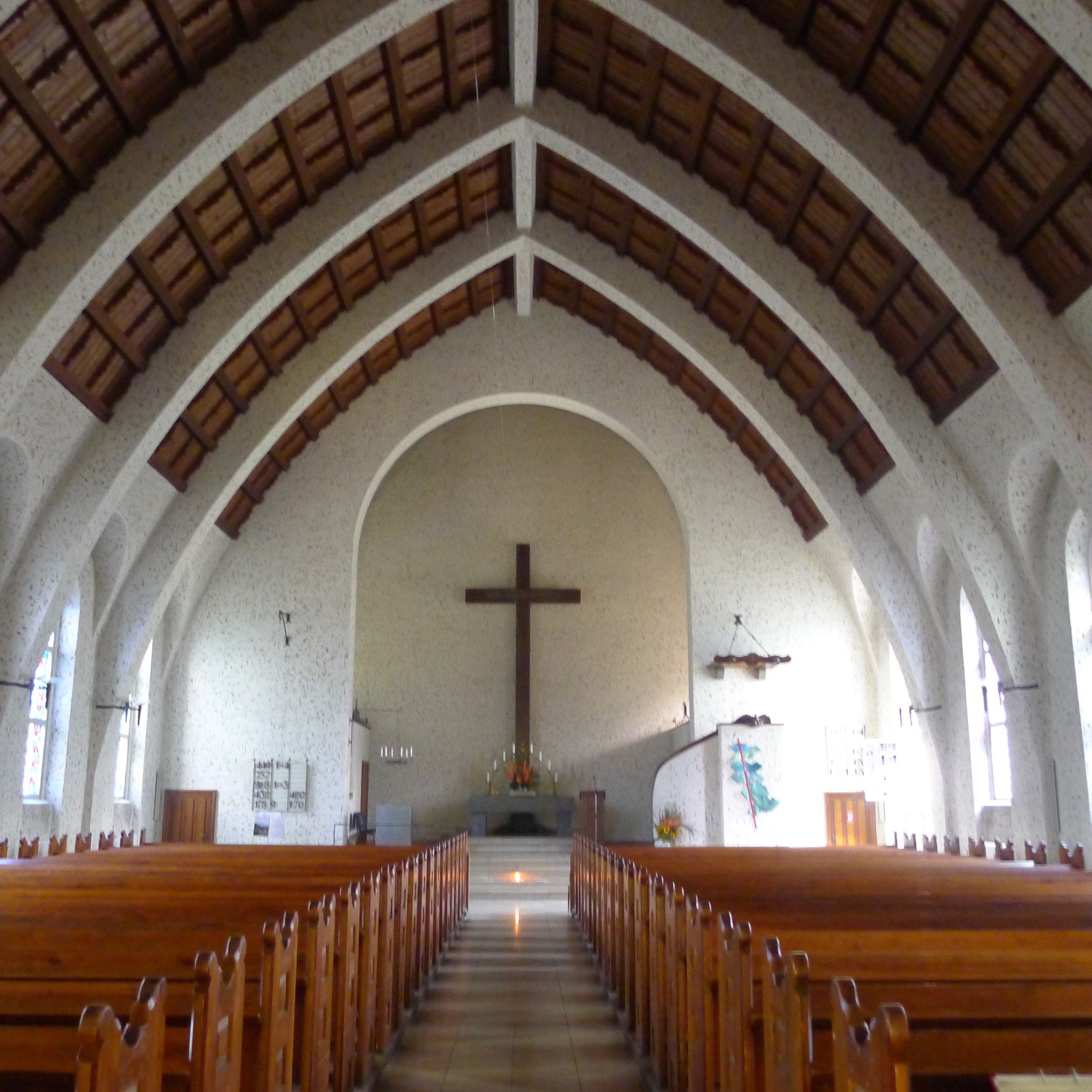
Johanneskirche Innenraum

Der schlichte Innenraum ist durch spitzbogige Binder aus Stahlbeton gegliedert, die Felder zwischen den Bindern wurden unten verputzt und oben mit einer Holzdecke versehen. Der Balken des Dachfirstes ist sichtbar. Vor dem Altar befindet sich ein hoher rundbogiger Wandausschnitt in der Art eines Triumphbogens. Die Empore über dem Eingang trägt die Orgel. Das Instrument wurde 1936 von der Orgelbauwerkstatt Alexander Schuke gebaut mit drei Manualen und 42 Registern auf Taschenladen mit elektrischer Traktur. 1991 wurde die Orgel von der Karl Schuke Berliner Orgelbauwerkstatt umgebaut. Sie verfügt seither über 40 Register.
Jede Seite des Innenraumes wird von je sechs schmalen hohen Bleiglasfenstern erleuchtet, die von Götz Loepelmann entworfen und in den Werkstätten Puhl & Wagner in Berlin-Neukölln ausgeführt wurden. Sie stellen in der Reihung die Schöpfungsgeschichte dar. Sie sind um 1965 installiert worden. Die formale Gestaltung, bestehend aus Quadrat und Kreis und deren Abwandlungen, bezieht sich auf die märkischen Butzenscheibenfenster der Gegend, ist hier aber bereichert und frei weiter entwickelt. In der Apsis befinden sich zwei weitere Fenster, lichtgebend und einfacher gestaltet. Später sind vor die kostbaren kleinteiligen Bleiverglasungen Glasscheiben zum Schutz gesetzt worden.

## Aufzugsanlage
Die zwei hohen Treppen zum Kirchenraum waren für gehbehinderte Menschen schlecht zu überwinden. Deshalb wurde für den barrierefreien Zugang im linken Teil des Kirchturms eine Aufzugsanlage eingebaut, um von seinem ebenerdigen Eingang eine Verbindung nach unten zum Gemeindesaal und nach oben zum linken Vorraum der Kirche zu schaffen. Die Kosten betrugen rund 250.000 Mark, die von der Fürst Donnersmarck-Stiftung, der Landeskirche und weiteren Spendern aufgebracht wurden. Das Projekt war in der Gemeinde umstritten, weil die Wand des Fahrstuhlschachtes das Kriegerdenkmal verdeckte und es daher unsichtbar wurde. Ein Verlegen des Denkmals war zu kostspielig. Ein Großteil der Gemeinde sah es nicht ungern, dass der Krieger, der mit dem Hakenkreuz am Koppelschloss zu sehr an die Zeit des Nationalsozialismus erinnerte, verschwand. Die Wand verbirgt die ehemalige „Ehrenhalle“ und den Aufzugsschacht vor den Augen der Kirchgänger.
An der Wand links vom Eingang in die Kirche wurde ein neues Mahnmal in Form eines Triptychons geschaffen, das nicht nur an die Gefallenen der beiden Weltkriege, sondern an alle Opfer von Gewalt erinnert.

## Nutzung und Umgebung
Die Nutzung des Gotteshauses für alle kirchlichen Belange wie Taufen, Gottesdienste, Hochzeiten, Vespern oder Begräbnissen erfolgt regelmäßig. Darüber hinaus finden öffentliche Orgelkonzerte, Konzerte mit dem Kantorei-Chor sowie mit Gastsängern und Gastorchestern statt.
Eine künstlerisch gestaltete Gedenkplatte vor der Kirche erinnert mit der Inschrift „Jüdische Nachbarn 1933–1945, verfolgt, vertrieben, ermordet, vergessen?“ an die Judenpogrome in der Zeit des Nationalsozialismus.